# Lasiolepturges zikani
Lasiolepturges zikani är en skalbaggsart som beskrevs av Julius Melzer 1928. Lasiolepturges zikani ingår i släktet Lasiolepturges och familjen långhorningar. Inga underarter finns listade i Catalogue of Life.